# Build Back Better World
Pour les articles homonymes, voir Build Back Better Plan.
Build Back Better World aussi appelé B3W est une initiative économique des États-Unis annoncée dans le cadre du Groupe des Sept (G7) en juin 2021 à Carbis Bay, en Angleterre. Cette initiative américaine vise à fournir une alternative au projet de la Nouvelle route de la soie lancé par la Chine, pour le développement des infrastructures des pays à revenu faible ou intermédiaire. Elle associe l'ensemble des pays du G7, et vise à la création d’un fonds doté de 600 milliards d'euros.
Objectif : financer des projets d’infrastructures dans les pays en développement, notamment en Afrique, pour combler un besoin d'investissement estimé à 40 000 milliards d'euros dans l'ensemble de ces pays en développement,,,,.

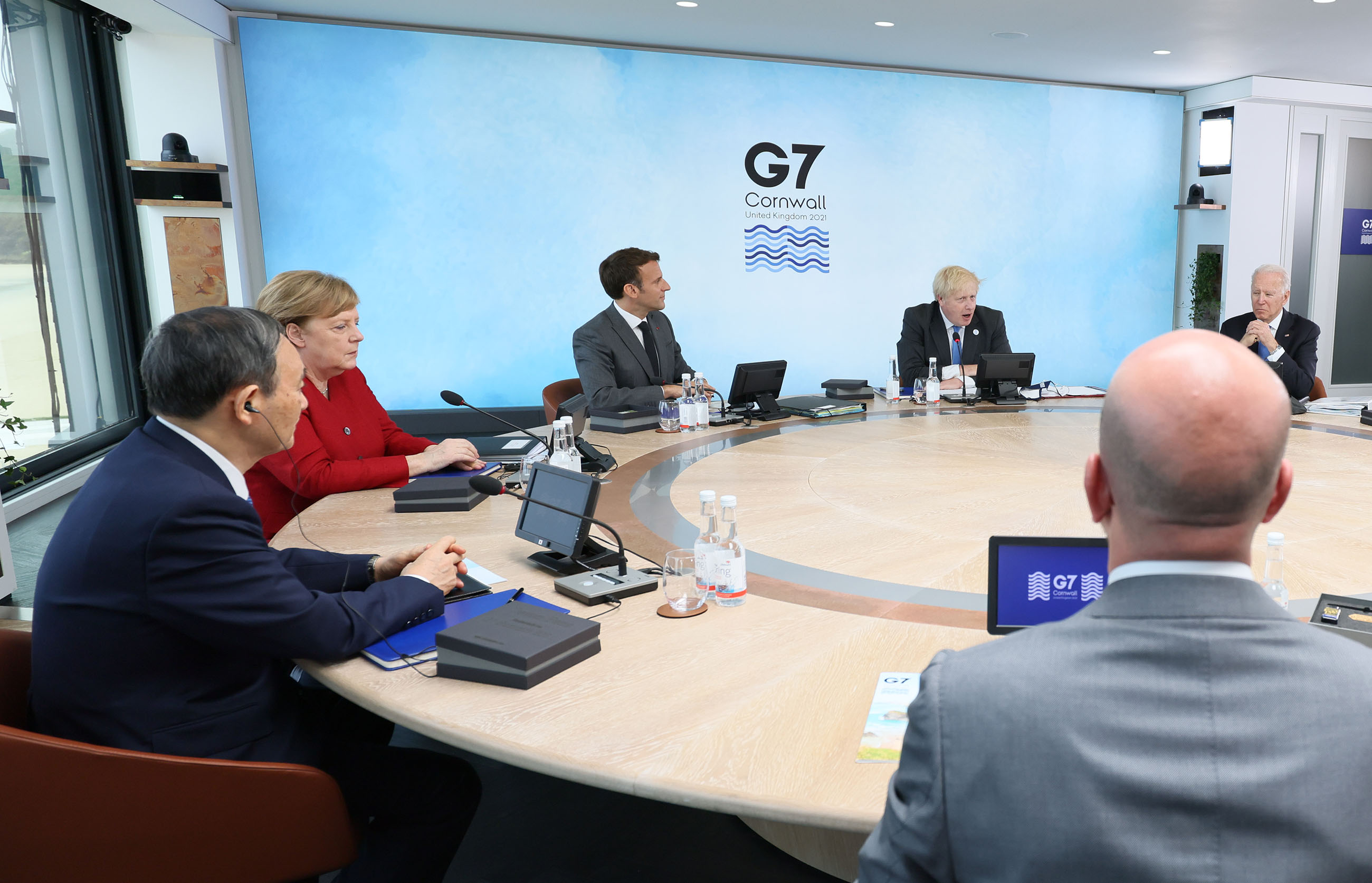
Principaux leaders politique du G7 en Angleterre.

## Objectifs
Dirigée par les États-Unis, l'initiative vise à financer 600 milliards de dollars d'investissements dans les pays en développement d'ici 2035.
L'initiative vise à catalyser le financement d'infrastructures de qualité du secteur privé et encouragera les investissements du secteur privé qui soutiennent « le climat, la santé et la sécurité sanitaire, la technologie numérique, ainsi que l'égalité des sexes et l'égalité ».
L'initiative s'appuie sur le réseau Blue Dot, collaboration lancée en 2019 entre les Etats-Unis, l'Australie et le Japon qui vise à construire un réseau mondial grâce à un financement basé sur des prêts pour construire des routes, des ponts, des aéroports, des ports, des centrales électriques. Build Back Better World consiste ainsi en une extension de ce cadre de coopération existant à l'ensemble des pays du G7, mais aussi à d'autres démocraties telles que la Corée du Sud et l'Inde.
En effet, désireux d'impliquer leurs alliés dans la rivalité stratégique qui oppose les États-Unis à la Chine, Joe Biden a convaincu l'ensemble G7 de participer à Build Back Better (B3W, Reconstruire le monde en mieux en français). L'initiative doit couvrir l'ensemble des pays en développement, de l'Afrique à l'Asie en passant par l'Amérique du Sud. Un domaine dans lequel la Chine dispose d'une avance importante, puisque la Banque Asiatique d'Investissements pour les Infrastructures aurait financé pour 838 milliards de dollars d'investissement entre 2013 et 2021.
Pour combler ce retard important, l'initiative repose sur les orientations suivantes :
- Un partenariat axé sur les valeurs.
- Une bonne gouvernance et des normes solides.
- Une initiative respectueuse du climat.
- Partenariats stratégiques.
- Mobiliser les capitaux privés via le financement du développement.
- Accentuer l’impact des finances publiques multilatérales[6],[5].